# Ricardo Ávila
Ricardo Guardia Ávila (* 4. Januar 1997 oder 4. Februar 1997 in Panama-Stadt) ist ein panamaischer Fußballspieler.

## Karriere

### Klub
Er begann seine Karriere in der Saison 2014/15 beim Chorrillo FC. Von dort aus wurde er Ende August 2016 an den FC Koper nach Slowenien verliehen wo er für den Rest des Jahres verblieb. Im Sommer 2017 wurde er an die U21 des KAA Gent verliehen, dort verblieb er bis zum Ende der Saison. Bei seiner Rückkehr nach Panama war aus seinem Klub der CD Universitario geworden, hier blieb er noch einmal bis zum Ende des Jahres im Kader und wechselte dann wieder auf Leihbasis für ein Jahr in die USA zu den Real Monarchs in die USL. Hier kam er in einigen Partien, gerade zum Anfang der Saison zum Einsatz und wurde am Ende mit seiner Mannschaft Meister der Liga. Nach einer Verlängerung der Leihe um ein weiteres Jahr kam er zum Ende des Jahres vermehrt zum Einsatz. Hier verblieb er aber nicht, und die Leihe endete für ihn dann Ende 2020. Da sein Vertrag bei Universitario ebenfalls auslief, war er ab Anfang 2021 ohne Verein. Seit Ende März 2021 spielt er beim Veraguas CD wieder in Panama.

### Nationalmannschaft
Bereits mit 19 Jahren bestritt er seinen ersten Einsatz im Nationaldress der A-Mannschaft. Am 11. August 2016 bei einem Freundschaftsspiel zuhause gegen Guatemala, wurde er zur zweiten Halbzeit für José González eingewechselt. Die Partie endete mit 0:0. Danach erhielt er erst einmal keinen Einsatz mehr. Erst am 9. November 2017 bei einem Freundschaftsspiel gegen den Iran kam er wieder einmal zum Einsatz. Nach ein paar mehr Einsätzen war er auch Teil des Kaders bei der Weltmeisterschaft 2018, wo er in zwei Partien zum Einsatz kam. Seitdem hat er kein weiteres Spiel mehr für die Nationalmannschaft bestritten.